# Ocshapalca
L'Ocshapalca ou Nevado Ocshapalca (du quechua : uqsha « herbe, plante de haute altitude », pallqa « bifurcation, divisé en deux ») est une montagne de la cordillère Blanche (Andes) au Pérou. Elle s'élève à une altitude de 5 888 mètres.
L'Ocshapalca est situé dans la province de Huaraz (région d'Ancash) entre le Jatuncunca (en) à l'ouest et le Ranrapalca à l'est.

## Histoire

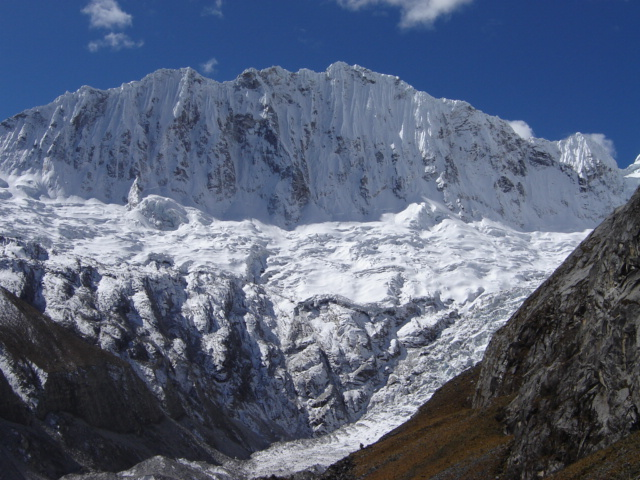
Le Nevado Ocshapalca depuis la laguna de Llaca.

La première ascension est réalisée le 10 juillet 1965, par les Japonais Akira Miyashita et Takeo Sato,. Ils font partie de l'expédition andine du club alpin de l'Université Waseda de Tokyo composée de Hidehiko Ida (leader), Yoshihiro Kondo, Takeo Sato, Hiroshi Hayakawa, Akira Miyashita et du porteur péruvien Victorino Angeles.